# Timoleon Filimon

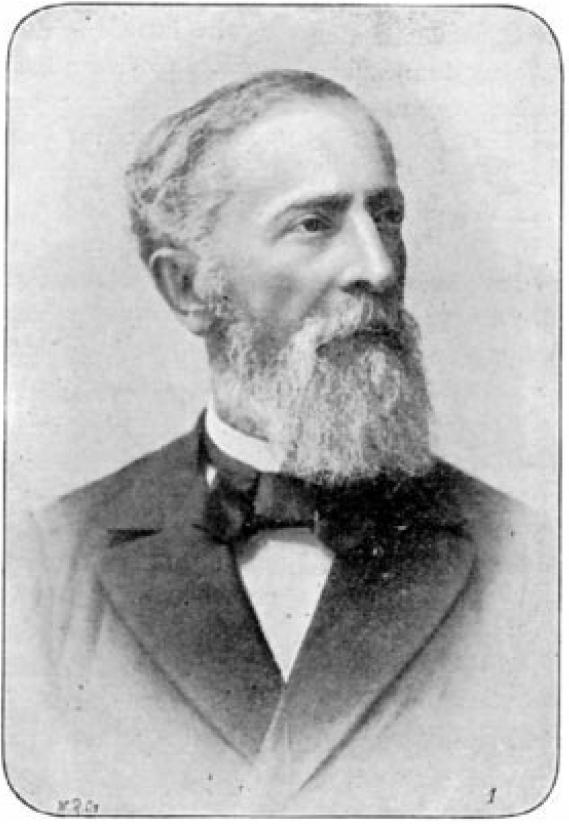
Porträt von 1896

Timoleon Filimon (griechisch Τιμολέων Φιλήμων, * 1833, Nafplio; † 7. März 1898, Athen) war ein griechischer Journalist, Politiker und Intellektueller und Gründungsmitglied der Historischen und Ethnologischen Gesellschaft Griechenlands (Ιστορική και Εθνολογική Εταιρεία της Ελλάδος - Istoriki ke Ethnologiki Eteria tis Ellados).

## Leben
Studium und Karrierebeginn
Filimon wurde 1833 in Nafplio als Sohn des Verlegers und Schriftstellers Ioannis Filimon (Ιωάννης Φιλήμων) geboren. Der Vater war Mitglied der Filiki Eteria. Timoleon studierte Rechtswissenschaft an der Universität Athen, was er mit Auszeichnung abschloss. Von Jugend an beschäftigte er sich jedoch schon mit Journalismus, zunächst in der Zeitschrift seines Vaters, der Eon (Αιών), deren Leitung er 1856 übernahm. Im folgenden Jahr
wurde er wegen Majestätsbeleidigung an Otto für drei Monate inhaftiert. Später war er der Sekretär des Komitees, das Georg in Dänemark die Krone überbrachte. In der Folge wurde er dessen Lehrer bis 1867. 
Politische Karriere
In diesem Jahr stieg er in die Politik ein. Ohne gewählt worden zu sein wurde er Abgeordneter für Attika. 1868 erhielt er in der Ersten Griechischen Parlamentswahl (Ελληνικές βουλευτικές εκλογές 1868) seinen Sitz und wurde zum Vizepräsident des Parlaments ernannt. In den Wahlen 1869 scheiterte er und 1874 wurden die Wahlen vorzeitig abgebrochen.  1875 (Ελληνικές βουλευτικές εκλογές 1875) und 1879 (Ελληνικές βουλευτικές εκλογές 1879) wurde er gewählt und erst die folgenden Wahlen schied er wieder aus dem neuen Parlament (Βουλή των Ελλήνων) aus.
Gleichzeitig beschäftigte er sich mit lokalen Themen: 1874 wurde er Schöffe (δημοτικός σύμβουλος) in Athen, ein Amt, das er viermal nacheinander ausübte. Von 1878 bis 1887 war er Vorsitzender des Stadtrates von Athen. 1887 wurde er Bürgermeister von Athen, trat jedoch aufgrund wirtschaftlicher Schwierigkeiten 1891 zurück.
Kulturelles Schaffen
Er war der erste Kurator der Bibliothek des Parlaments (Βιβλιοθήκη της Βουλής) von 1874 bis 1888. Während dieser Zeit wurden die Bestände aufgebaut. 1874 waren es 5.000 Bände und am Ende seiner Amtszeit umfasste die Bibliothek etwa 120.000 Bände. Er war Gründungsmitglied der Historischen und Ethnologischen Gesellschaft Griechenlands und deren erster Vorsitzender von 1882 bis 1887, darüber hinaus war er Schriftführer der Musikalischen und Dramatischen Gesellschaft (Μουσικού και Δραματικού Συλλόγου) und nahm an der Vorbereitung der Spiele der I. Olympiade teil.
Laut Angaben auf der Seite der Griechischen Freimaurerloge war Filimon Großmeister der Loge.
Auseinandersetzung mit dem Protestantismus
Filimon war einer der Hauptakteure in den Prozessen gegen Jonas King. Er vertrat ein nationales, orthodoxes Bild von Griechenland und schrieb zeitweise täglich Artikel gegen King und Michail Kalopothakis.
Tod
Er starb in Athen am 7. März 1898 nach einem Herzinfarkt. Zu seiner Beerdigung, die öffentlich begangen wurde, erschien der damalige Premierminister Alexandros Zaimis, Kabinettsmitglieder und Politiker, sowie Mitglieder der königlichen Familie.

## Werke
Neben seinen Artikeln in verschiedenen Zeitschriften, veröffentlichte er das Handbuch Der Bürgermeister (Ο Δήμαρχος - o dimarchos) und nach seinem Tod wurde seine Übersetzung von Fustel de Coulanges’ Το αρχαίον άστυ (To archeon asty, Der antike Staat) von Spyridon Lambros herausgegeben.